# Scilla lochiae
Scilla lochiae är en sparrisväxtart som först beskrevs av Robert Desmond Meikle, och fick sitt nu gällande namn av Franz Speta. Scilla lochiae ingår i släktet blåstjärnesläktet, och familjen sparrisväxter. Inga underarter finns listade i Catalogue of Life.